# Romania

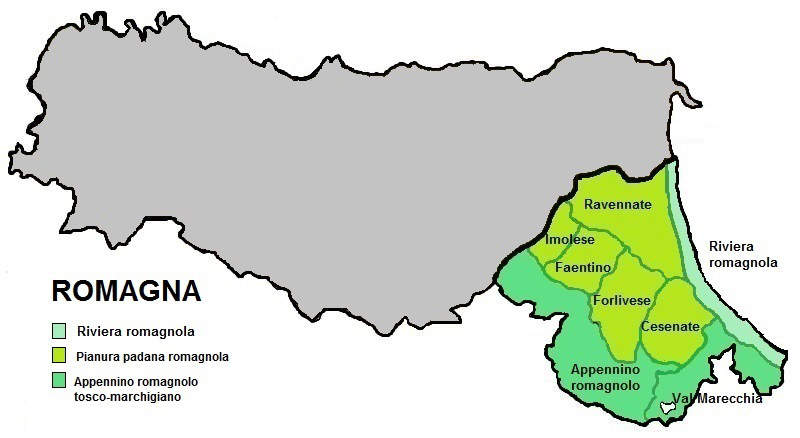
Granice krainy Romania

Romania (wł. Romagna, emil. Rumâgna) – kraina historyczna w północnych Włoszech, razem z krainą Emilia tworząca region administracyjny Emilia-Romania (na obszarze Romanii położone są w całości: prowincja Rawenna, prowincja Rimini i prowincja Forlì-Cesena, a także część prowincji Bolonia). W skład Romanii wchodzi również kilka gmin z regionów Marche i Toskania oraz całe San Marino. Kraina ta zajmuje powierzchnię 6380,6 km², a w 2014 r. zamieszkiwało ją ok. 1 281 000 osób.
Nazwa wywodzi się z czasów po najeździe Longobardów na Italię, gdy podzielona została ona na część bizantyjską (Romanię) i longobardzką (Lombardię). Romania wchodziła w skład bizantyjskiego egzarchatu raweńskiego - stopniowo znaczenie pojęcia „Romania” zawężyło się do obecnej krainy historycznej, która była ośrodkiem bizantyjskich posiadłości we Włoszech. Egzarchat raweński został podarowany papieżom przez Pepina Krótkiego i pozostawał w ich władzy aż do zjednoczenia Włoch. 
Ważniejsze miasta w Romanii (według liczby stałych mieszkańców) to:
- Rawenna
- Rimini
- Forlì
- Cesena
- Imola
- Faenza
- Riccione
- Lugo
- Cervia
- Cesenatico